# Vorderasiatisch-Ägyptische Gesellschaft
Die Vorderasiatisch-Ägyptische Gesellschaft war eine Vereinigung zur Förderung der Wissenschaft vom Alten Orient (Altorientalistik und Vorderasiatische Archäologie) und später auch der Ägyptologie in Berlin.
Im Januar 1886 gründeten Hugo Winckler und Felix Peiser den Akademisch-Orientalischen Verein zu Berlin. Daraus wurde am 3. Januar 1896 von Hugo Winckler die Vorderasiatische Gesellschaft zum Zweck der Förderung der vorderasiatischen Studien auf Grund der Denkmäler gegründet, ab 1921 trug sie den Namen Vorderasiatisch-Ägyptische Gesellschaft. 1904 vereinigte sie sich mit dem Orient-Comité. Die Gesellschaft bestand bis 1944.
Die Gesellschaft gab ab 1896 die Mitteilungen der Vorderasiatischen Gesellschaft (ab 1921 Mitteilungen der Vorderasiatisch-Ägyptischen Gesellschaft) heraus, zunächst im Verlag Wolf Peiser, Berlin, ab Band 14, 1909 im Verlag J. C. Hinrichs’sche Buchhandlung, Leipzig. Dazu erschien ab 1899 die Reihe Der Alte Orient. Gemeinverständliche Darstellungen.